# Súslovo
Súslovo (en rus: Суслово) és un poble de l'óblast de Kémerovo, a Rússia, que en el cens del 2010 tenia 2.829 habitants, pertany al districte de Mariïnsk.